# Coppa del Mondo Under-18 3x3 2013
La Coppa del Mondo Under-18 3x3 2013 si sono svolti a Giacarta, in Indonesia, dal 26 al 29 settembre 2013.

## Risultati
| Evento           | Oro         | Argento | Bronzo |
| Torneo maschile  | Argentina   | Francia | Russia |
| Torneo femminile | Stati Uniti | Estonia | Spagna |

## Medagliere
| Posiz. | Nazione     | Oro | Argento | Bronzo | Totale |
| ------ | ----------- | --- | ------- | ------ | ------ |
| 1      | Stati Uniti | 1   | 0       | 0      | 1      |
| 1      | Argentina   | 1   | 0       | 0      | 1      |
| 3      | Estonia     | 0   | 1       | 0      | 1      |
| 3      | Francia     | 0   | 1       | 0      | 1      |
| 5      | Spagna      | 0   | 0       | 1      | 1      |
| 5      | Russia      | 0   | 0       | 1      | 1      |
| Totale | Totale      | 2   | 2       | 2      | 6      |